# Pangania
Pangania is een geslacht van wantsen uit de familie van de Miridae (Blindwantsen). Het geslacht werd voor het eerst wetenschappelijk beschreven door Bertil Robert Poppius in 1914.

## Soorten
Het genus bevat de volgende soorten:

- Pangania bendera Odhiambo, 1967
- Pangania chnous (Odhiambo, 1963)
- Pangania fasciatipennis Poppius, 1914